# Gabrielius Landsbergis
Gabrielius Landsbergis (Vilna, 7 de enero de 1982) es un político y diplomático lituano, que ejerce como ministro de Asuntos Exteriores en el gabinete de la primera ministra Ingrida Šimonytė. Es miembro del Seimas, y ex miembro del Parlamento Europeo. Fue miembro del Grupo del Partido Popular Europeo. Landsbergis fue elegido presidente de Unión de la Patria en 2015. Se le atribuye la modernización de dicho partido.
El 11 de diciembre de 2020, fue aprobado para ser Ministro de Relaciones Exteriores en el Gabinete Šimonytė.